# Plagiomus multinotatus
Plagiomus multinotatus – gatunek chrząszcza z rodziny kózkowatych i podrodziny zgrzypikowych. Jedyny przedstawiciel rodzaju Plagiomus.

## Zasięg występowania
Afryka Środkowa i Południowa, występuje w Kamerunie, Republice Środkowoafrykańskiej, Kongu, Demokratycznej Republice Konga oraz Zimbabwe.